# Marisa Allasio
Marisa Allasio (Maria Luisa Lucia Allasio, 14 de julio de 1934) es una actriz italiana conocida por haber aparecido en cerca de veinte filmes entre 1952 y 1957.

## Biografía
Inició su carrera en la industria cinematográfica en 1952 apareciendo en la película de Mario Costa Perdonami!. Era considerada un símbolo sexual en la época. Abandonó su carrera en el cine en 1957 luego de protagonizar la cinta Arrivederci Roma del director estadounidense Roy Rowland, debido principalmente a su matrimonio con el conde Pier Francesco Calvi di Bergolo (nacido en 1932 y fallecido en 2012), hijo de la princesa Yolanda de Saboya y nieto de Víctor Manuel III y Elena de Montenegro. La pareja tuvo dos hijos, Carlo Giorgio Dmitri Drago Maria Laetitia dei Conti Calvi di Bergolo (nacido en 1959) y Anda Federica Angelica Maria dei Conti Calvi di Bergolo (nacida en 1962).

## Filmografía

### Cine
- Perdonami!, de Mario Costa (1952)
- Gli eroi della domenica, de Mario Camerini (1953)
- Cuore di mamma, de Luigi Capuano (1954)
- Tragic Ballad, de Luigi Capuano (1954)
- Ragazze d'oggi, de Luigi Zampa (1955)
- Le diciottenni, de Mario Mattoli (1955)
- War and Peace, de King Vidor (1956)
- Maruzzella, de Luigi Capuano (1956)
- Poveri ma belli, de Dino Risi (1957)
- Camping, de Franco Zeffirelli (1957)
- Belle ma povere, de Dino Risi (1957)
- Le schiave di Cartagine, de Guido Brignone (1957)
- Susanna tutta panna, de Steno (1957)
- Venezia, la luna e tu, de Dino Risi (1958)
- Carmela è una bambola, de Gianni Puccini (1958)
- Arrivederci Roma, de Roy Rowland (1958)